# Wąskotorowe Kolejki Leśne

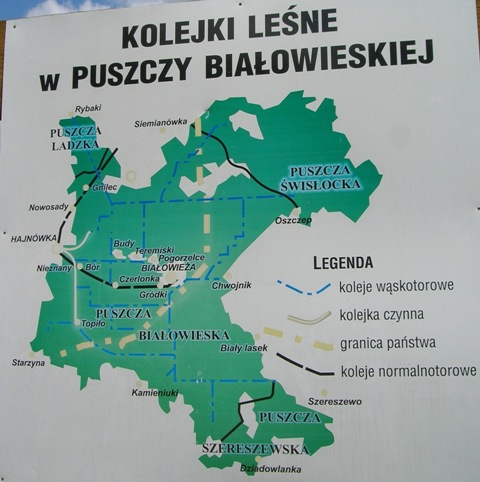
Mapka Kolejek Leśnych w Puszczy Białowieskiej

Wąskotorowe Kolejki Leśne, poprzednio Kolej Leśna Puszczy Białowieskiej – Hajnówka – kolej wąskotorowa budowana na terenie Puszczy Białowieskiej w latach 1916–1957, o szerokości toru 600 mm. Budowę rozpoczęli Niemcy podczas I wojny światowej. Obecnie kolej ma charakter turystyczny.

## Historia
Celem budowy kolei wąskotorowej była eksploatacja lasów Białowieskich oraz zapewnienie transportu ściętych drzew do tartaku. Budowę rozpoczęli Niemcy w 1916 r., którzy okupowali te tereny. Do budowy wykorzystano przymusową siłę roboczą – jeńców wojennych. Niemcy potrzebowali drewna, wybudowali nawet w Białowieży i innych okolicznych miejscowościach tartaki i stolarnie, a w Hajnówce fabrykę półproduktów chemicznych z drewna. Do zakończenia I wojny światowej wybudowano 85 km torów (na trasach: Hajnówka-Masiewo, Hajnówka-Starzyna, Hajnówka-Stara Białowieża, Białowieża-Czoło i odgałęzienia), oraz koleje przenośne o łącznej długości 180–200 km. W okresie wojny Niemcy wycięli i wywieźli z puszczy ok. 5 milionów m³ drewna.
Na przestrzeni lat 1920–1939 budowa kolejnych torów i koniecznej infrastruktury nadal trwała i do wybuchu II wojny światowej łączna długość tras wynosiła ok. 360 km, w tym 200 km odcinków stałych, a kolej wąskotorowa dysponowała 24 parowozami. Rocznie z puszczy wywożono ok. 1 mln m³ drewna. W warsztatach naprawczych wykonywano naprawy główne parowozów. Trasa jednotorowej kolei obejmowała prawie całą Puszczę Białowieską.
Podczas II wojny światowej kolej służyła okolicznej ludności do transportu i łączności, następnie okupanci wykorzystali ją do walki z partyzantami i dalszej wycinki lasów.
Po odzyskaniu niepodległości i ustanowieniu granic, po stronie polskiej pozostało ok. 180 km torów. Zniszczenia wojenne odbudowano i kolej ponownie stała się środkiem transportu drewna dla miejscowego przemysłu. W okresie lat 60 przewożono nią rocznie ok. 200 000 m³ drewna.
W 1974 r. zakończono eksploatację 12 parowozów i zastąpiono je 9 lokomotywami spalinowymi V10C o mocy 102 KM, produkcji wschodnioniemieckiej. Mimo likwidacji fragmentów torów na skutek konkurencji ze strony transportu samochodowego, zostało ich w tym okresie 123 km. W 1991 roku zakończono przemysłową eksploatację kolei i wówczas też na 75. rocznicę utworzenia kolei uruchomiono trasę osobową o charakterze turystycznym Hajnówka – Topiło. W 1991 roku z okazji rocznicy na trasę wrócił parowóz oraz wydano folder informacyjny. W warsztatach kolejowych zbudowano do tego celu tabor do przewozu osób. W 1996 roku otworzono drugą, krótszą trasę Hajnówka – Postołowo.
Przez kilka lat kolej nie prowadziła planowego ruchu, a jedynie pociągi na zamówienie. Zwiększenie ruchu turystycznego nastąpiło po przekazaniu kolei w 1999 roku bezpośrednio Nadleśnictwu Hajnówka. Kolej turystyczna następnie zmieniła nazwę na Wąskotorowe Kolejki Leśne.

## Obecnie
Kolej kursuje na trasie długości 11 km z Hajnówki na południe do Topiła. W roku 2001 uruchomiono też pociągi na krótszej trasie w tym samym kierunku: Hajnówka – Dolina Rzeki Leśnej (6 km). Uprzednio prowadzono także pociągi na trasie w kierunku północnym, do Lipin (4 km) i Postołowa (6 km), nie kursujące obecnie (stan na 2023). Leśna kolej wąskotorowa może kursować przez cały rok, jednak planowane przejazdy odbywają się w ciągu lata: W okresie od 27 lipca do 30 sierpnia 2020 w każdy wtorek, czwartek, piątek, sobotę i niedzielę o godz.10:00 i 14:00 – i w okresie od 3 września do 29 września 2020 w każdy czwartek i sobotę o godz. 10:00 i 14:00. Kolej może kursować na 2 trasach w zależności od liczby chętnych. Koleje leśne oferują również prywatne, komercyjne przejazdy dla zorganizowanych grup. Możliwe jest wówczas podłączenie do pociągu parowozu zamiast lokomotywy spalinowej oraz zainscenizowanie napadu – kontrola dokumentów przez białoruskich pograniczników. Napadająca grupa przebrana jest w odpowiednie stroje, uzbrojona w broń i posługuje się jedynie językiem rosyjskim lub białoruskim.
W pierwszych dekadach XXI wieku kolej przewoziła kilkanaście, rzadziej kilka tysięcy pasażerów rocznie, najwięcej – 20 tysięcy w 2016 roku.
Głównymi pojazdami trakcyjnymi są lokomotywy spalinowe V10C. Kolej posiadała jeszcze w 2003 roku czynny parowóz Tx1112 typu HF, ale nie jest czynny obecnie (stan na 2023).

### Trasa kolei
- Hajnówka Wąskotorowa – Topiło. Długość trasy – 22 km (w obie strony). Minimalna liczba osób – 40. Czas przejazdu w jedną stronę – godzina. Postój w Topile – godzina.

Godzinna trasa kolei przebiega cały czas przez las Białowieski oraz niewielkie polany. Przejeżdża również nad jeziorem Topiło.
Kolej kursuje z prędkością 15 km/h.
Na terenie stacji Hajnówka Wąskotorowa znajduje się zabytkowy parowóz z 1918 typu HF wraz z wagonikami do przewożenia drewna, budynek stacji z kasą, toalety, peron stacji oraz wiata nad peronem.
Na terenie Topiła również znajduje się zabytkowy parowóz Las47 wraz z wagonikami do przewożenia drewna, peron stacji oraz wiata nad peronem.

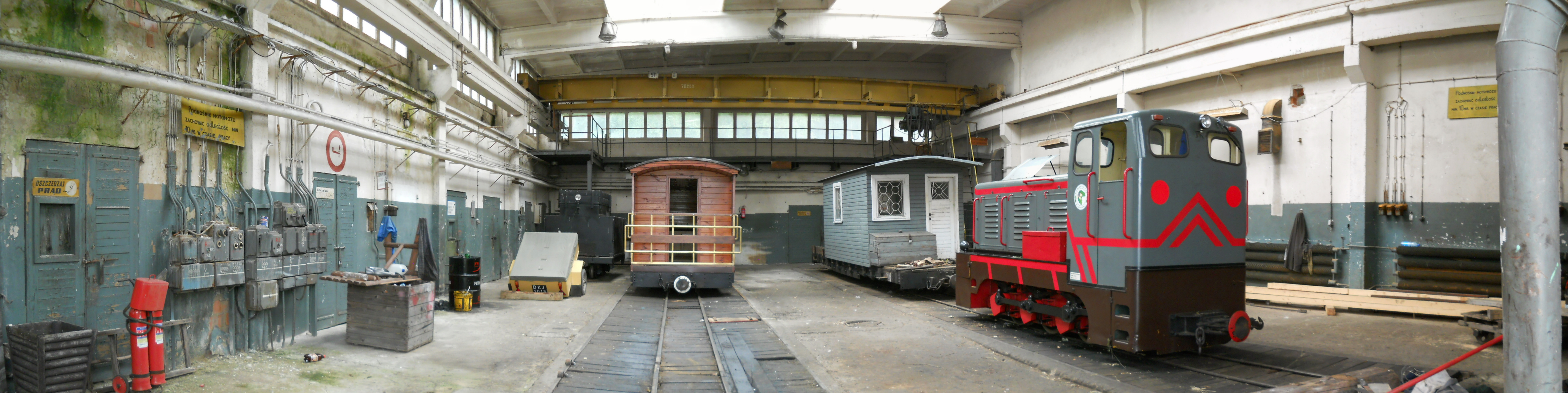
Wnętrze lokomotywowni i warsztatu kolejki leśnej w Hajnówce

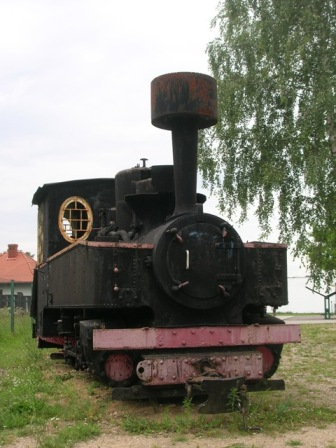
Zabytkowy parowóz na stacji Hajnówka Wąskotorowa
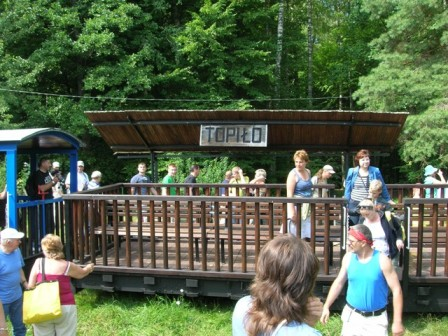
Stacyjka kolei wąskotorowej Topiło
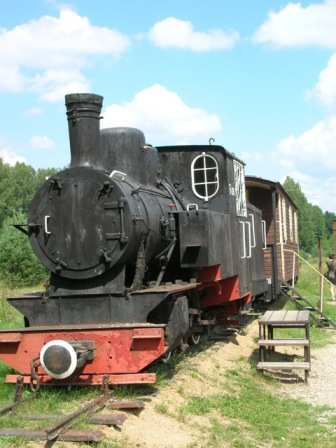
Zabytkowy parowóz za stacją Topiło
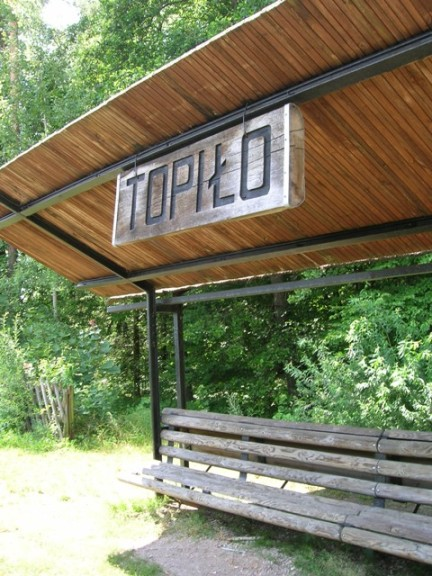
Stacja Topiło